# Torczynowice (przystanek kolejowy)
Torczynowice (ukr. Турчиновичі) – przystanek kolejowy w miejscowości Torczynowice, w rejonie samborskim, w obwodzie lwowskim, na Ukrainie.